# Lisa Kudrow
Lisa Valerie Kudrow (* 30. července 1963 Los Angeles) je americká televizní herečka a příležitostná modelka. Její nejznámější rolí je role Phoebe Bufetová v seriálu Přátelé.

## Život

### Kariéra
Její první větší role byla role Phoebe a jejího dvojčete Uršuly Bufetových v Přátelích. Za tuto roli v roce 1998 dostala Cenu Emmy.

### Osobní život
Lisa Kudrow se narodila v Kalifornii, má jednu sestru a dva bratry. Studovala střední školu ve Woodland Hills a vystudovala bakalářský stupeň na Vassar College v biologii. Hovoří plynně francouzsky, jejím manželem je Michel Stern. Svatbu měli 27. května 1995. 
Dne 7. května 1998 se jim narodil syn Julian Murray.